# Statuenmenhire von Reguers de Seró
Die einmalige Gruppe der fünf Statuenmenhire von Reguers de Seró (katalanisch Les estàtues-esteles dels Reguers de Seró) wurden 2007 beim Bau des Bewässerungssystems von Segarra-Garrigues, in Artesa de Segre (Ortsteil von Noguera) bei Lleida in Katalonien in Spanien entdeckt. Sie fanden sich als vermutlich wiederverwendete Elemente in Steinkisten. 
Es handelt sich um die einzeln gelegene Statue von Seró und vier benachbarte Statuenmenhire (von Nord nach Süd): Bassa del Boix de Llobera; Roc de la Mare de Déu; Gangonells und Pedrafita de Su. 
Die Statue Seró 1 misst etwa 2,25 × 1,15 × 0,2 bis 0,3 m. Die anderen, dünneren Sandsteinplatten sind teilweise zerschlagen, oben stark gerundet und auf der Frontseite, mitunter auch auf dem Rand, mit zumeist abstrakter netzmuster- oder fischgrätenartiger Symbolik überzogen. Sie werden ungefähr um das Jahr 2750 v. Chr. datiert.
Zu besichtigen sind sie beim Gemeindezentrum in Seró (41° 52′ 31,1″ N, 1° 6′ 32,8″ O), einer Außenstelle des Museu de la noguera.